# Abraracourcix
Cet article possède un paronyme, voir À Bras raccourcis.
Abraracourcix est un personnage de fiction, chef du village d'Astérix et Obélix dans la bande dessinée Astérix, de René Goscinny et Albert Uderzo. Il joue un rôle prépondérant dans les aventures Le Combat des chefs, Le Bouclier arverne et Astérix chez les Belges.

## Carte d'identité

### Biographie
Abraracourcix est le fils de l'ancien chef de village. Plus vieux qu'Astérix et Obélix, il compte parmi ses amis d'enfance les futures pointures du village comme Ordralfabétix ou Cétautomatix. Il participe en 52 av. J.-C. à la bataille de Gergovie en pays arverne qui verra la victoire des Gaulois emmenés par Vercingétorix contre les troupes de Jules César. Cette même année il participe à la bataille d'Alésia qui mettra fin à la guerre des Gaules et fera de la Gaule une province romaine à la suite de la défaite gauloise dont il est l'un des rares rescapés, la plupart de ses compatriotes ayant été réduits en esclavage par les Romains. C'est après cette bataille, allant boire dans une taverne de près d'Alésia pour oublier la victoire romaine, qu'il récupère le bouclier qui deviendra plus tard son « pavois de fonction » sur lequel il est porté par ses hommes. Il s'avérera qu'il s'agissait du bouclier de Vercingétorix donné à Jules César après sa reddition et subtilisé par un légionnaire romain et qui atterrit dans la taverne de l'Arverne après être passé de main en main.
Comme beaucoup de personnages des aventures, son âge véritable est inconnu, C'est cependant un enfant lors de la naissance d'Astérix et Obélix dans Astérix et la Rentrée gauloise où il aurait à peu près le même âge que les autres personnages récurrents : Assurancetourix, Cétautomatix et Ordralfabétix. Un peu plus âgés qu'Astérix et Obélix qui ont 35 ans, ils auraient tous la quarantaine en 50 av. J-C. Son père est lui-même chef du village. Cependant, dans l'histoire Comment Obélix est tombé dans la marmite du druide quand il était petit, on découvre qu'il est déjà le jeune chef du village alors que les autres sont encore des enfants.

### Rôle du personnage
- C'est le chef « incontestable » du village, même s'il est parfois contesté (voir Le Combat des chefs, Le Cadeau de César et La Zizanie). En fait, les décisions importantes sont le plus souvent prises par Astérix et Panoramix.

### Portrait physique
- Il est plutôt corpulent, bien qu'on le voie avec un visage très émacié dans Le Bouclier arverne, apparence qu'il possédait étant jeune, lorsqu'il a combattu à Gergovie et Alésia.

### Personnalité
Abraracourcix en tant que chef du « village des fous » a de hautes responsabilités. Il ne semble toutefois pas à la hauteur de son rôle, et la plupart des décisions importantes sont prises par Astérix ou Panoramix. Il possède malgré tout certaines compétences de chef, se tenant parfaitement au courant de la situation politique extérieure : c'est lui qui annonce qui sont les Normands dans Astérix et les Normands ; il prend ses responsabilités dans Le Combat des chefs lorsqu'il faut annoncer au village que le druide n'est plus en état de produire de la potion magique et qu'il envisage de céder sa place à Obélix pour remporter le combat des chefs. Dans Astérix gladiateur, c'est lui qui décide une réplique rapide pour aller délivrer le barde capturé par les Romains.
Le personnage évolue au fil des albums, qui le font devenir un homme politique à part entière en forçant son côté narcissique prompt au long discours et s'admirant sur son pavois, le faisant ainsi ressembler au maire de Champignac de la bande dessinée Spirou et Fantasio.

### Abraracourcix, caricature du général de Gaulle?
Certains[Qui ?] ont associé l'aspect politique des aventures d'Astérix qui se manifeste dans le personnage d' Abraracourcix et dans la potion magique à une apologie de la personne du général de Gaulle. Réponse des auteurs :
- René Goscinny : « Ah oui, la potion magique signifiant le général de Gaulle… Oui, le gars qui a trouvé ça voyait De Gaulle jusque dans son potage ! C'est formidable, n'est-ce pas ? (…) On m'a d'ailleurs posé cette question : Que ferez-vous quand De Gaulle aura disparu ? Eh bien ! Quand De Gaulle a disparu, j'ai continué comme avant : disons que nos destinées n'étaient pas spécialement liées ! » ;
- Albert Uderzo : « Au début des aventures d'Astérix, certains ont d'ailleurs affirmé que le succès de notre petit Gaulois était dû à une glorification plus ou moins déguisée du général de Gaulle. Il est vrai que son nom pouvait prêter à confusion. Quand je pense que le grand homme a dit un jour que la seule personnalité qui pouvait le concurrencer était Tintin… Sans rancune, mon Général ! ».

### Nom
Le nom Abraracourcix vient de l'expression : tomber sur quelqu'un « à bras raccourcis ». Dans le cas du personnage, ce nom semble en fait un renversement de l'expression « avoir le bras long », car Abraracourcix au lieu d'être un chef craint et respecté par ses hommes, est au contraire sans cesse humilié.

### Surnoms
- « Cochonnet », surnom donné par son épouse Bonemine[6], ce qui fait rire aux larmes Astérix et Obélix dans Le Devin.
- « Machin », par son beau-frère Homéopatix dans Les Lauriers de César, dans l'unique but de l'énerver. Repris ensuite par Obélix sous l'emprise de l'alcool : « Farpaitement ! Machin a raison ! »

### Situation familiale
Abraracourcix est marié avec Bonemine qui n'apparaît pour la première fois que dans le onzième album de la série Le Bouclier arverne. Il est le fils de l'ancien chef du village, ce qui laisse penser que la transmission du titre de chef se fait héréditairement dans le « village des fous ». Mais le fait qu'il n'ait pas d'enfant ne semble pas poser de problème de succession aux habitants du village,. Ses parents font une apparition dans l'histoire d'Uderzo En 35 avant J-C datant de 1994 et publié pour les 35 ans de la série.
Il a un frère Océanonix qui vit à Lutèce et un neveu Goudurix,. Son neveu est le héros de l'histoire Astérix et les Normands. Son frère n'apparaît pas dans la série, mais se voit dans le dessin animé Astérix et les Vikings.
Il a aussi un beau-frère, Homéopatix, qui habite Lutèce et avec qui il ne s'entend pas, ainsi qu'une belle-sœur Galantine. Tous deux font une apparition au début de l'histoire Les Lauriers de César et sont la cause du voyage d'Astérix et Obélix à Rome.

## Analyse du personnage

### Une représentation comique de Clovis

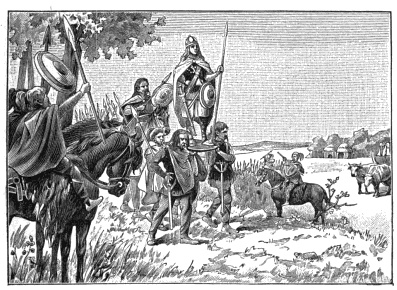
Les illustrations tirées de lHistoire de France d'Ernest Lavisse (ici Clovis sur son bouclier) et réutilisées dans les manuels scolaires ont probablement contribué à la diffusion de plusieurs clichés dont ont participé Uderzo et Gosciny qui ont avoué n'avoir eu, pour la création de la bande dessinée Astérix, que les premières pages de ces manuels.

Abraracourcix est porté par ses guerriers sur un bouclier. Historiquement, porter le chef sur un bouclier est une coutume mérovingienne importée en Gaule aux alentours du Ve siècle. Il y a donc un anachronisme à représenter ainsi un chef gaulois du Ier siècle av. J.-C. Les auteurs ont joué sur la confusion populaire entre Gaulois et Mérovingiens. Dans sa première apparition dans l'histoire Astérix le Gaulois il est montré dignement sur son pavois, porté par deux guerriers, la main sur son épée et tenant un bouclier ; il tient alors des propos digne d'un chef. Les auteurs copient les images de Clovis tirées des livres d'histoire de la IIIe République.
Par la suite, cette image de chef sera sans arrêt cassée par les auteurs : ainsi dans Astérix gladiateur les porteurs laissent tomber le chef, le ramenant à sa réalité matérielle ; dans Astérix chez les Helvètes, Obélix porte le pavois d'une seule main, à la façon d'un garçon de café ; dans Le Cadeau de César Abraracourcix est amené devant le chef romain en sous-vêtement dans un baquet d'eau chaude ; et dans Astérix aux Jeux olympiques il est même amené dans une baignoire. Le gag du chef tombant de son bouclier deviendra lui aussi un gag récurrent de la série.
Sa silhouette marquée d'un sérieux embonpoint est à l'opposé des images de Clovis et ressemble à celle du Français moyen. De plus, il est malmené, voire battu par son épouse, ce qui le rend encore plus ridicule. Le rabaissement d'Abraracoucix se fait dans un sens démocratique et égalitaire. Pour empêcher une dérive du pouvoir vers l'absolutisme, les chutes se produisent lorsqu'il est gagné par l'ivresse du pouvoir, comme dans La Zizanie ou il se prétend « l'homme le plus important du village » et s'invente un destin de sénateur : il tombe six fois de son pavois au cours de l'aventure.

### Le bouclier, emblème de la souveraineté de la Gaule
Dans Le Bouclier arverne, on apprend que le bouclier sur lequel se déplace Abraracourcix n'est autre que celui du grand chef gaulois Vercingétorix. Passé dans diverses mains avant d'être cédé à Abraracourcix, il est le symbole de la souveraineté gauloise face à l'envahisseur incarnée par Vercingétorix. Que Jules César ne s'en empare pas après la bataille prouve que le bouclier n'appartient à personne, sauf à la communauté gauloise dans son ensemble, comme la couronne d'un roi aujourd'hui. Abraracourcix, et à travers lui tout le village gaulois, est donc avec ce bouclier le défenseur de la souveraineté gauloise. D'ailleurs quand il convainc l'aubergiste de lui céder le bouclier, c'est « pour le mettre en lieu sûr ». Par la suite, alors que tout porte à croire que le bouclier va devenir un objet sacré, Bonemine s'en sert pour taper sur la tête de son mari et dès l'album suivant Abraracourcix chutera pour la première fois de son pavois, la première chute d'une longue série.

## Première apparition
Il apparaît en tant que chef du village dès le premier épisode Astérix le Gaulois.

## Sa hutte

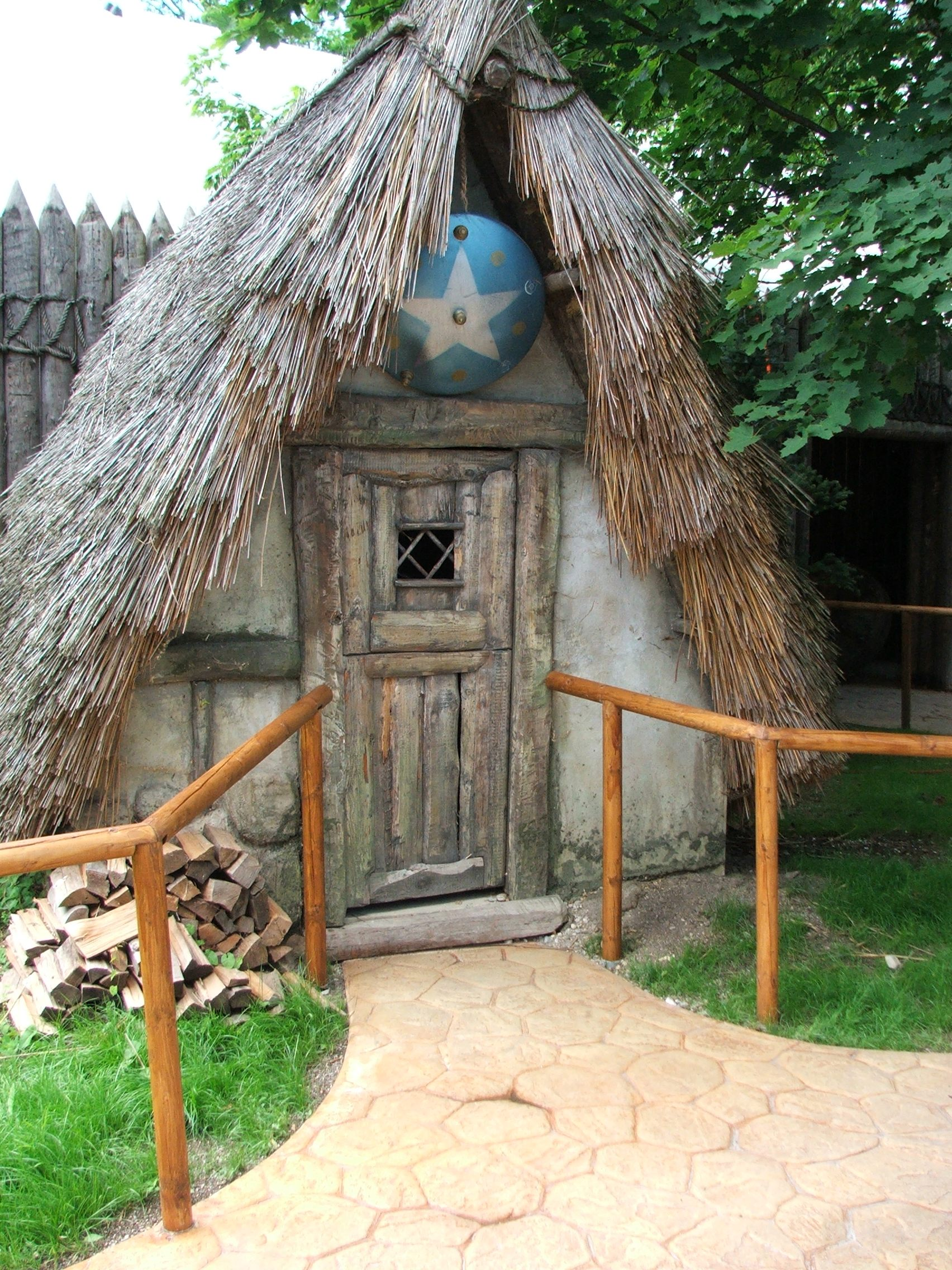
La hutte d'Abraracourcix (au studio Bavaria).

Elle apparaît dès le premier album (Astérix le Gaulois), planche 11, case 1.
Extérieurement, elle est d'abord ornée du trophée d'une tête de taureau qui se changera en tête d'urus à partir de l'album Le Combat des chefs (planche 26, case 1). Deux boucliers sont accrochés de part et d'autre de l'entrée. À l'intérieur, il y a une grande chaise de bois surélevée dans laquelle Abraracourcix s'installe lorsqu'il reçoit ou tient conseil.

## Son bouclier
- Abraracourcix est (presque) toujours sur son bouclier, même si ses deux porteurs attitrés ne sont pas toujours coopératifs, ce qui fait qu'il se trouve aussi souvent assis par terre que fièrement debout dans Astérix chez les Helvètes. On le voit fréquemment se cogner la tête aux arbres ou aux portes lorsqu'il est debout sur son bouclier. Dans La Zizanie, Astérix est transporté sur un bouclier par Obélix, pour l'essayer avant de l'offrir au chef.
- On apprend dans Le Bouclier arverne que celui-ci est le bouclier de Vercingétorix en personne qui en a fait cadeau à César en guise de soumission après la défaite d'Alésia.
- Ce bouclier du chef est un anachronisme : porter le chef sur un pavois n'est pas le fait des Gaulois, mais des Barbares, et notamment des Francs qui apportèrent cette coutume en Gaule au Ve siècle[17]. L'image d'Abraracourcix sur son bouclier est inspirée des livres scolaires utilisés sous la IIIe République représentant Clovis roi des Francs sur son pavois[18], Goscinny et Uderzo jouant d'une confusion fréquente entre Gaulois et Francs[18], représentés alors avec les mêmes attributs (moustaches, cheveux longs, braies…).

## Ses porteurs
Dans les premiers albums, les porteurs du chef sont des villageois quelconques, qui se relaient pour assurer la noble tâche de porter le bouclier. Puis deux de ces porteurs sont repris dans la plupart des albums suivants, jusqu'à Astérix chez les Helvètes : Abraracourcix les renvoie, et prend Astérix et Obélix, puis Cétautomatix et Agecanonix comme nouveaux porteurs. Il prendra définitivement deux autres porteurs réguliers à partir du Cadeau de César : un grand sec et un petit costaud.

## Costume

### Le port d'épée
De manière anecdotique on note un changement de la place du fourreau de l'épée d'Abraracourcix au cours des albums de la série. Ce qui fait d'Abraracourcix un ambidextre surprenant. Ainsi du premier album, Astérix le Gaulois (1961) jusqu'au dernier album du vivant de Goscinny, Astérix chez les Belges (1979), le fourreau de l'épée est disposé sur son flanc droit : on en déduit que le chef gaulois est un bretteur gaucher. En 1980, quand paraît Le Grand Fossé, désormais aux éditions Albert-René, le fourreau passe sur le flanc gauche : dès lors, Abraracourcix devient droitier. Dans les dernières cases de L'Odyssée d'Astérix, Abraracourcix récupère pourtant son fourreau sur le flanc droit, pour finalement le maintenir à gauche jusqu'au dernier épisode de la série : Le ciel lui tombe sur la tête.
Dans les dessins animés, Abraracourcix porte le fourreau à droite, comme dans les albums, mais manie le glaive de la main droite, par exemple dans Les Douze Travaux d'Astérix ou Astérix et le Coup du menhir.

### Le torque
Dans l'album Le Combat des chefs (planche 13, case 1), Abraracourcix porte un torque, collier caractéristique des guerriers et nobles gaulois. Cette scène est inédite dans les aventures d'Astérix. Mais l'événement est de taille : le chef porte ce bijou afin de recevoir dignement Aplusbégalix, chef d'un village voisin.
René Goscinny avance trois raisons pour l'absence d'un torque : Abraracourcix a un fort cou et un torque l'aurait étranglé ; le torque donne un côté féminin malvenu au personnage, et graphiquement, cela n'apportait rien au dessin humoristique.

## Au fil des albums
Dans la majorité des aventures d'Astérix, Abraracourcix se contente de discourir, parfois de façon grandiloquente, devant ses concitoyens, notamment quand Astérix et Obélix partent en voyage. Ce n'est que dans les derniers albums, scénarisés et dessinés par Albert Uderzo, qu'il prend la parole de manière régulière pendant le banquet final.
Pourtant, Abraracourcix occupe l'un des rôles principaux dans quatre aventures du célèbre Gaulois :
- Le Combat des chefs : Aplusbégalix, chef d'un village gallo-romain voisin du village d'Astérix, est sollicité par les Romains à défier publiquement Abraracourcix. Le perdant devra se soumettre au village du vainqueur. Pour faire perdre Abraracourcix et le soumettre ainsi à Jules César, les Romains capturent Panoramix, en vue de priver le chef de potion magique ;
- Le Bouclier arverne : Abraracourcix part en cure avec ses fidèles compagnons, Astérix et Obélix, qui apprennent que Jules César cherche à récupérer le bouclier de Vercingétorix dans le but de triompher sur les Gaulois. Les deux Gaulois s'aperçoivent que le bouclier est détenu depuis fort longtemps par Abraracourcix lui-même ;
- Les Lauriers de César : le chef gaulois parie avec son beau-frère Homéopatix qu'il lui servira prochainement un ragoût parfumé avec les lauriers de la couronne de César ;
- Astérix chez les Belges : en tant que chef, Abraracourcix préside le conseil du village qui se réunit pour les décisions importantes ; outre lui-même, il est composé des principaux notables, dix personnes : le druide Panoramix, le barde Assurancetourix, le principal artisan, Cétautomatix, le principal commerçant, Ordralfabétix, le doyen Agecanonix, les meilleurs guerriers Astérix et Obélix ainsi que Monosyllabix, un Gaulois costaud, et Petitélégraphix, petit homme au casque ailé dont les yeux sont cachés par le casque. Ces deux derniers étaient apparus dans l'album précédent Obélix et Compagnie où Obélix les embauchait pour tailler et livrer des menhirs avec lui (ils sont assez proches physiquement du duo Astérix et Obélix).

## Voyages
Abraracourcix fait quatre grands voyages :
- en Grèce avec tout le village, à l'occasion des Jeux olympiques (Astérix aux Jeux olympiques) ;
- en pays arverne, lors de sa cure dans Le Bouclier arverne ;
- en Belgique avec Astérix et Obélix (Astérix chez les Belges) ;
- à Lutèce avec Astérix et Obélix (L'Iris blanc).

## Citations
- « Pourvu que le ciel ne nous tombe pas sur la tête ! », d'après le récit d'Arrien sur l'expédition d'Alexandre le Grand en Thrace. Recevant une délégation de Celtes venus lui proposer une alliance, Alexandre leur demande ce qu'ils craignent le plus au monde. Ils disent que c'est la chute du ciel (Anabase d'Alexandre, I, 4, 7).
- « Il y a des fois où je me sens fatigué… mais fatigué ! »
- « Invincibles on est ! Irréductibles on est »

## Origines historiques
Du temps des Gaulois, toutes les tribus avaient un chef. Le plus connu est Vercingétorix, mais il y eut aussi Lucterios, Arioviste, Orgétorix et Dumnorix.
Lucterius est le nom du véritable Abraracourcix, c'est-à-dire du dernier chef gaulois qui historiquement résista à César. Son retranchement ne s'appelait pas Petibonum (nom d'un des camps romains qui entourent le village gaulois), mais Uxellodunum. Il ne se situait pas en Armorique, mais dans le Quercy.

## Abraracourcix dans le monde
Comme pour beaucoup de personnages de la série, son nom est le plus souvent différent dans les éditions en langues étrangèrs. Il est appelé Abraracurcix dans la version hispanophone, mais
- Macroeconomix dans la version américaine
- Copdegarròtix dans la version catalane
- Aladobix dans la version finnoise
- Tonabrix, puis Vitalstatistix dans la version anglophone
- Moŝtiks dans la version espérantophone
- Asparanoiks dans la version polonaise
- Fasempascrèdix (nous ne faisons pas crédit) dans la version occitane
- Groultoudix (qui boude toujours) dans la version picarde
- Gälwitwix (tu veux de la baston !) dans la version alsacienne
- Heroïx dans la version néerlandaise (nouvelle série ; auparavant, même nom qu'en français)
- דגוליקס « Da-Goullix » (grand, majestueux, magnifique) dans la version hébraïque
- Maiestix dans la version latine
- Majestix dans la version germanophone
- O Μαζεστίξ « O Majestix » dans la version grecque
- Ο Ακριτονικον « O Akritonikon » dans la version pontique
- Ο Μοναρχίκιος « O Monarchikios » dans la version crétoise
- Majorix dans la version créole
- Ala Braforix dans la version réunionnaise
- etc.

## Adaptations au cinéma

### Films d'animations
Plusieurs comédiens ont prêté leurs voix à Abraracourcix :
- 1967 : Astérix le Gaulois : Pierre Tornade.
- 1968 : Astérix et Cléopâtre : Pierre Tornade.
- 1976 : Les Douze Travaux d'Astérix : Pierre Tornade.
- 1985 : Astérix et la Surprise de César : Jean-Pierre Darras.
- 1986 : Astérix chez les Bretons : Henri Poirier.
- 1989 : Astérix et le Coup du menhir : Henri Poirier.
- 1994 : Astérix et les Indiens : François Chaix.
- 2006 : Astérix et les Vikings : Vincent Grass.
- 2014 : Astérix : Le Domaine des dieux : Serge Papagalli.
- 2018 : Astérix : Le Secret de la potion magique : Serge Papagalli.

### Films en prises de vues réelles
- 1999 : Astérix et Obélix contre César, il est interprété par Michel Galabru.
- 2008 : Astérix aux Jeux Olympiques, il est interprété par Éric Thomas.
- 2012 : Astérix et Obélix : Au service de Sa Majesté, il est interprété par Michel Duchaussoy.
- 2023 : Astérix et Obélix : L'Empire du Milieu, il est interprété par Jérôme Commandeur.

Abraracourcix n'apparaît pas dans le deuxième film Astérix et Obélix : Mission Cléopâtre, sorti en 2002.

### Séries d'animation
- 2021 : Idéfix et les Irréductibles avec Jean-Claude Donda.
- 2025 : Astérix et Obélix : Le Combat des chefs avec Grégoire Ludig.

### Attraction Parc Astérix
La nouveauté 2019 est un film dans un nouveau cinéma 4-D, au Cinématographe situé dans La Rue de Paris, qui devient pour l'occasion le théâtre nommé Les Studios Idéfix, en référence aux studios du même nom. Le style graphique de ce film d'animation est basé sur les deux films réalisés par Alexandre Astier et Louis Clichy. La distribution vocale des principaux personnages du village est globalement la même que dans ces films, notamment pour Abraracourcix.
- Attention Menhir ! (François-Xavier Aubague, 2019) avec Serge Papagalli.

### CD albums
- Au début des années soixante, Astérix et Obélix furent les vedettes de deux trente-trois tours produits par la firme Festival où apparaissent de nombreux autres personnages dont Abraracourcix :
  - Astérix le Gaulois, réalisé par Jacques Garnier et Gérard Barbier, avec Guy Piérauld (Astérix) et Albert Augier (Obélix).
  - La Serpe d'or, réalisé par Jacques Garnier et Gérard Barbier, avec Guy Piérauld (Astérix) et Albert Augier (Obélix). Avec aussi Paul Préboist (Amérix + le récitant).
- En 1966, c'est la firme Philips qui produisit un trente-trois tours présentant une aventure originale :
  - Le menhir d'or, réalisé par Henri Gruel, avec Roger Carel (Astérix), Jacques Morel (Obélix), Jacques Jouanneau (Assurancetourix), Alain Mottet (Panoramix), Pierre Tornade (Abraracourcix).

- Les trois films adaptés au cinéma ont fait l'objet de bandes-originales : 
  - Astérix et Obélix contre César, écrit et composé par Jean-Jacques Goldman et Roland Romanelli (1999).

### Jeux vidéo
Abraracourcix est bien sûr présent dans la plupart des jeux vidéo adaptés de la bande dessinée et tient notamment un rôle important dans quelques-uns : 
- Astérix Maxi-Delirium, 2001 développé et édité par Infogrames : C'est un personnage non-joueur à qui les joueurs doivent rapporter des objets dans certaines épreuves afin de pouvoir siéger à ses côtés lors du banquet final qui récompense le meilleur guerrier du village.

Il est présent dans deux des trois jeux développés par Étranges Libellules et édités par Atari :
- Astérix et Obélix XXL, 2004 : c'est l'un des prisonniers à libérer avec ses deux porteurs dans la dernière mission du jeu à Rome ; il est doublé par Sylvain Lemarié.
- Astérix et Obélix XXL 2 : Mission Las Vegum, 2005 : il est présent au début du jeu et écoute le compte-rendu de Sam Fichaure, il charge Astérix et Obélix d'aller à Las Vegum pour découvrir si Panoramix les a trahis.